# Paradigma (Psychologie)
Als Experimentalparadigma oder verkürzt Paradigma wird in der Psychologie ein häufig verwendeter experimenteller Aufbau zur Untersuchung eines bestimmten Sachverhaltes bezeichnet.
Ein Paradigma erbringt einen typischen experimentellen Effekt. Die Veränderung des Experimentes, beispielsweise durch die Variation präsentierter Reize, wird genutzt um mögliche Abweichungen des typischen Effekts zu betrachten. Dadurch können Eigenschaften eines bestimmten Wahrnehmungs- oder Verhaltensprozesses untersucht werden. Die Aufgabenstellung eines Paradigmas ist meistens leicht zu verstehen. Typische erhobene Maße in psychologischen Paradigmen sind die Gedächtnisleistung, die Fehlerrate oder Reaktionszeit.

## Bekannte Paradigmen
- Priming-Paradigma
- Simon-Paradigma
- Spatial-Cueing-Paradigma
- Deese-Roediger-McDermott-Paradigma
- Split-Span-Paradigma